# Władysław Walewski

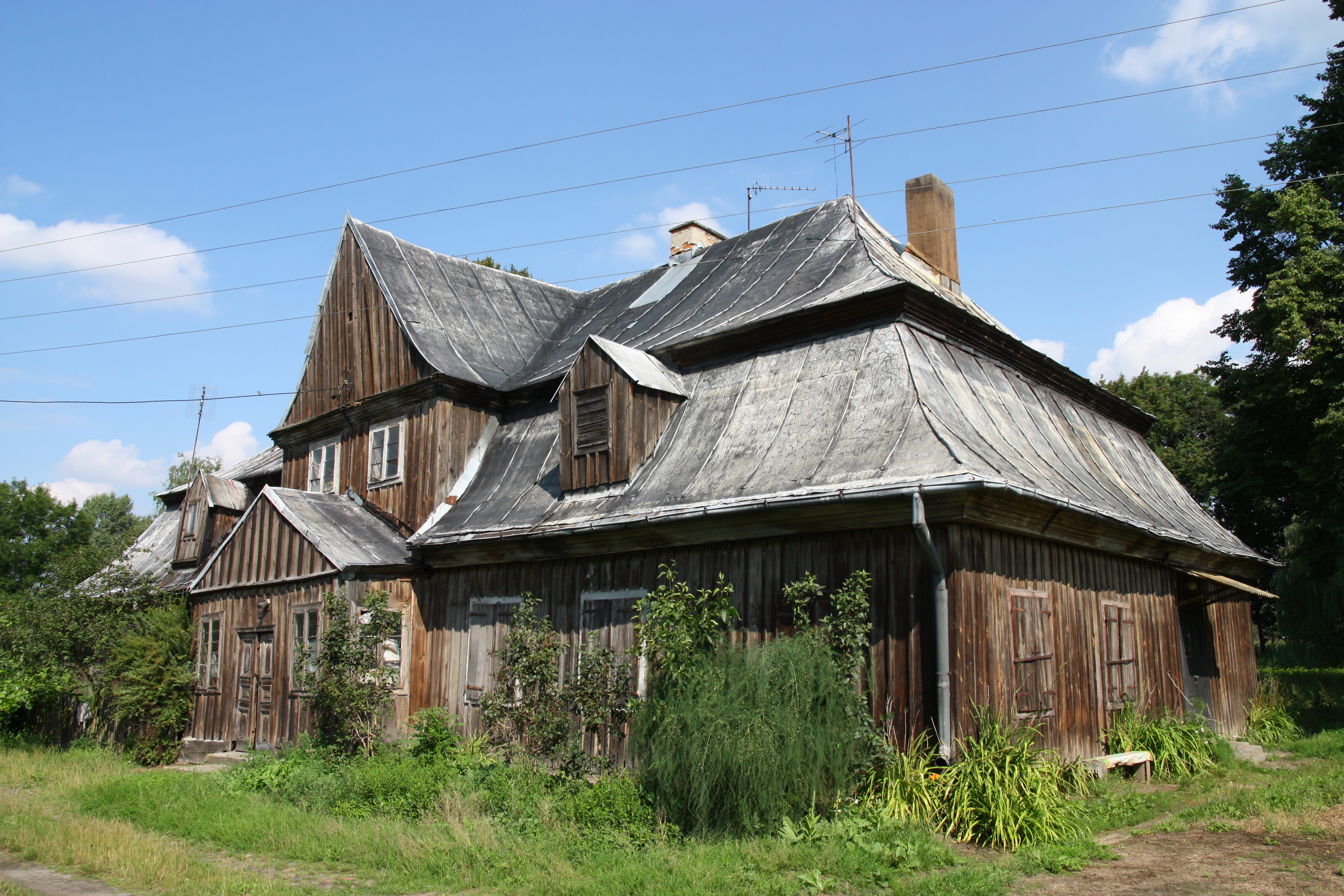
Dwór w Miłonicach, w którym mieszkał Władysław Walewski

Władysław Leon Colonna-Walewski (ur. w 1818 w Miłonicach, zm. 15 kwietnia 1890 tamże) – polski ziemianin, urzędnik skarbowy. 

## Życiorys
Urodził się z ojca Michała, ziemianina, i matki Konstancji z domu Bagniewskiej. Ukończył szkoły pijarskie w Warszawie, Uniwersytet Dorpacki. Przez pewien czas służył w Komisji Skarbu. Od 1846, powróciwszy do rodzinnej wsi, zajął się pracą rolniczą. Z czasem prowadził kilkufolwarkowe gospodarstwo. Przy jego pomocy finansowej Filip Sulimierski rozpoczął wydawanie Słownika geograficznego Królestwa Polskiego i innych krajów słowiańskich. Po śmierci Sulimierskiego dalsze tomy wychodziły pod redakcją Bronisława Chlebowskiego.
Nie założył rodziny. Pochowany został na cmentarzu Powązkowskim (kwatera Pod katakumbami-1-149/150).